# مترسک (فیلم ۲۰۰۰)
«مترسک» (انگلیسی: The Scarecrow (2000 film)) فیلمی در ژانر فانتزی و موزیکال به کارگردانی ریچارد ریچ است که در سال ۲۰۰۰ منتشر شد. از بازیگران آن می‌توان به بلیندا مونتگومری و کوری فلدمن اشاره کرد.